# Heraclià de Calcedònia
Heraclià (en llatí Heraclianus, en grec antic Ἠρακλειανός) va ser un escriptor eclesiàstic i bisbe de Calcedònia, en data incerta.
Va escriure en contra dels maniqueus una obra en vint llibres titulada Καρὰ Μανιχαίων ἐν βιβλίον ᾿κ, que esmenta Foci, destinada a refutar l'anomenat Evangeli dels maniqueus, el Γιγάντειον Βιβλυν, (Llibre dels gegants) i el Θησαυροί (El tresor de la Vida) obres destacades entre els membres d'aquesta secta.